# Trebujena
Trebujena es un municipio español y ciudad perteneciente de la provincia de Cádiz (Andalucía). A 1 de enero de 2024 contaba con 7015 habitantes empadronados, según datos oficiales del Instituto Nacional de Estadística. Su extensión superficial es de 69 km² y tiene una densidad de 101 hab/km². Se encuentra situada a una altitud de 69 metros y a 57 kilómetros de la capital de provincia, Cádiz. Las localidades vecinas son Jerez de la Frontera y Sanlúcar de Barrameda en la provincia de Cádiz, y en la provincia de Sevilla con los municipios de Lebrija, La Puebla del Río y Aznalcázar, estos dos últimos pueblos compartiendo el río Guadalquivir como límite municipal. 
El entorno comparte el paisaje de zona de campiña, asentada sobre cerros de tierras albarizas, con los terrenos de marismas en los seis kilómetros que el río Guadalquivir recorre en el término municipal. Trebujena pertenece oficialmente a la comarca de la costa noroeste de Cádiz, del Bajo Guadalquivir y de las Marismas del Guadalquivir, contando en dichas marismas con una de las puestas de sol más famosas del mundo. Tal es así, que Steven Spielberg rodó allí parte de la película El imperio del sol; lo hizo en 1987 y supuso una gran revolución para la localidad gaditana.

## Toponimia
En el pasado, Trebujena fue conocida con distintos nombres como Tarbos, Colobona, Calduba, Trebiclana, Tarbissana, Tarbissona, Tarhacana, Tarbuxena, Trebuxena, Terra Buxena. Estos nombres por los que fue conocida Trebujena, son de raíz fenicia, griega, latina, árabe y castellana.[cita requerida]
Una posible raíz etimológica de Trebujena podría derivar de la onomástica latina Trebecio, cuya propiedad -fundus- recibiría el nombre de Trebeciana de donde fácilmente derivara Trebujena. Trebeciana como topónimo latino está documentado en los sellos sobre ánforas olearias Dressel 20 producidas en el alfar de Dehesa de Arriba (Posadas) pero conocidas ya en el Corpus Inscriptionum Latinarum (CIL XV,3814). Trebecio también se documenta en epigrafía latina cercana a estos territorios, como en el bronce que recoge el acuerdo de hospitalidad entre Iptuci (Cabezo Hortales, Prado del Rey) y Ucubi (Espejo). No sería extraño vincular este antropónimo con algunos de los ciudadanos que participaran en la fundación colonial de la cercana Hasta Regia.

## Historia

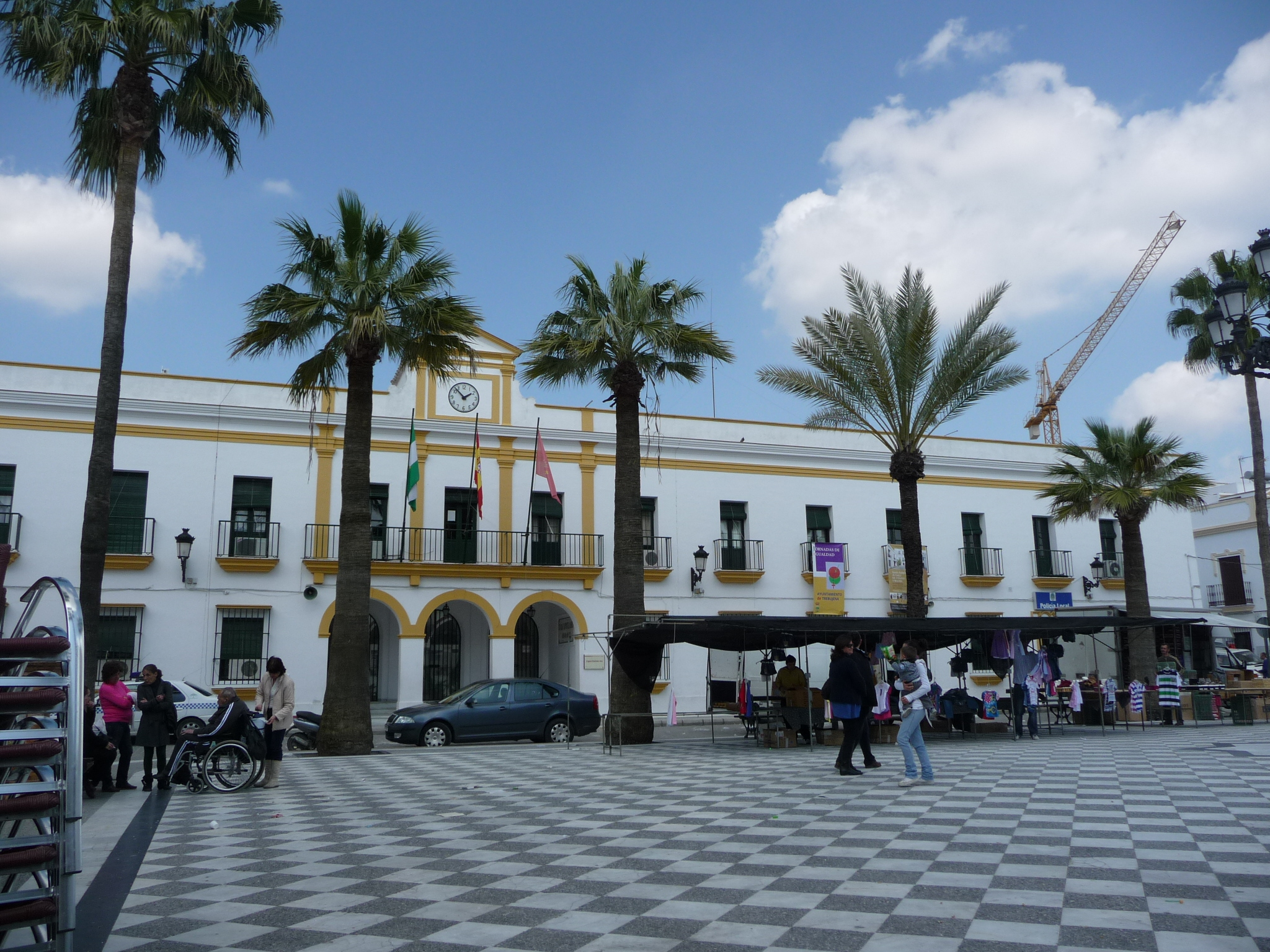
Fachada del Ayuntamiento del municipio

### Prehistoria
Trebujena tiene restos arqueológicos prehistóricos formando parte de un conjunto con gran número de asentamientos junto a las localidades vecinas situadas en las marismas del Guadalquivir que en esa época era un lago, el Lacus Ligustinus. Muchos de ellos han aparecido en lo que hoy es el casco urbano actual. En concreto, son bastante comunes los silos excavados en la tierra, procedentes de la Edad del Bronce y del Calcolítico. Las zonas con yacimientos dentro del casco urbano, y que han sido documentadas son en las obras del teatro municipal, en la urbanización de penita negra, en la cooperativa nueva, en la calle larga por citar algunos. En las afueras destaca la cueva de Alventus, que tuvo una función funeraria y el yacimiento del cerro de las vacas. Los silos son estructuras cilíndricas excavadas en la tierra caliza y con una apertura superior que se tapaba con una losa plana circular. En un principio fueron almacenes para el grano y más tarde se utilizan como enterramientos.

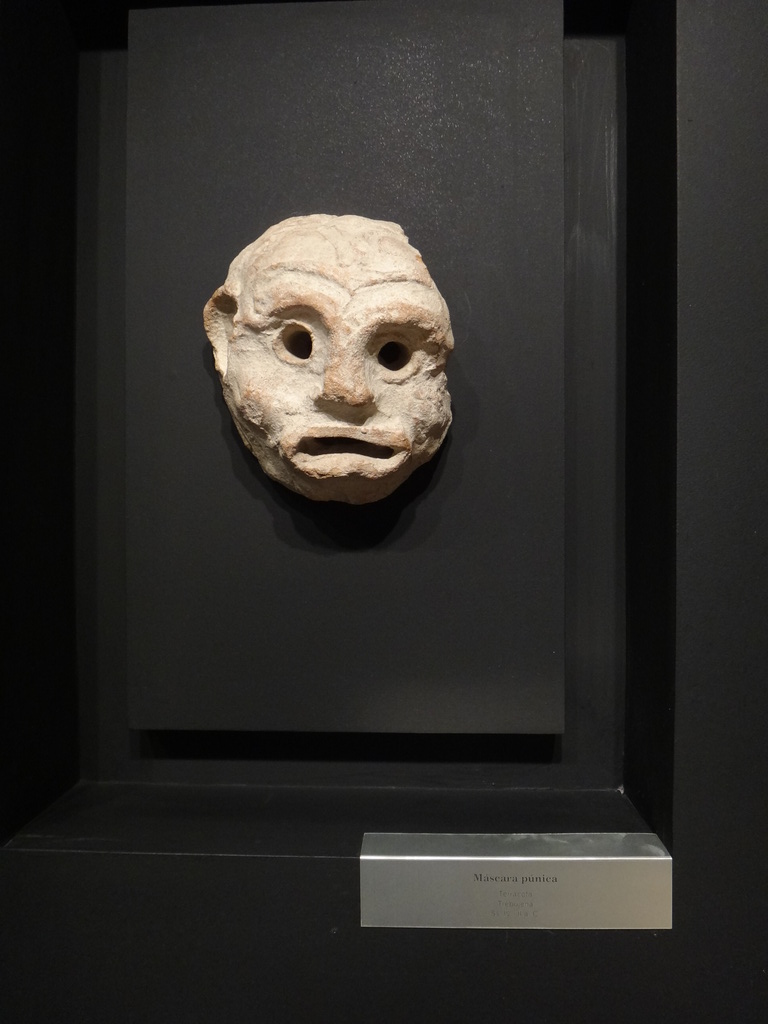
Máscara que actualmente se encuentra en el Museo Arqueológico de Jerez de la Frontera

De la Edad del Cobre, destaca el Ídolo cilíndrico aparecido en el "cerro de las vacas" y que se encuentra en el museo arqueológico de Jerez de la Frontera. Es un ídolo cilíndrico oculado, Realizado en caliza marmórea muestra una decoración, mediante líneas incisas, en la que destacan dos grandes ojos circulares con largos párpados radiales, denominados ojos soles. Se fecha en la Edad del Cobre (III milenio a. C.) y está considerado por sus dimensiones (28 x 10,5 cm) una de las mayores piezas en su género que se conocen en la península ibérica. En el cerro de las vacas se situaría el antiguo asentamiento de Conobaria, a 2,5 km del casco urbano actual.

### Época árabe
En el siglo XII, el geógrafo árabe Al-Idrisi menciona en su Geografía la alquería de Tarbašāna, puerto fluvial situado en la ruta de Algeciras a Sevilla. Posteriormente, en el repartimiento de Sevilla se la menciona entre los numerosos cortijos que pertenecían al término de Lebrija.

### Edad Media: periodo cristiano

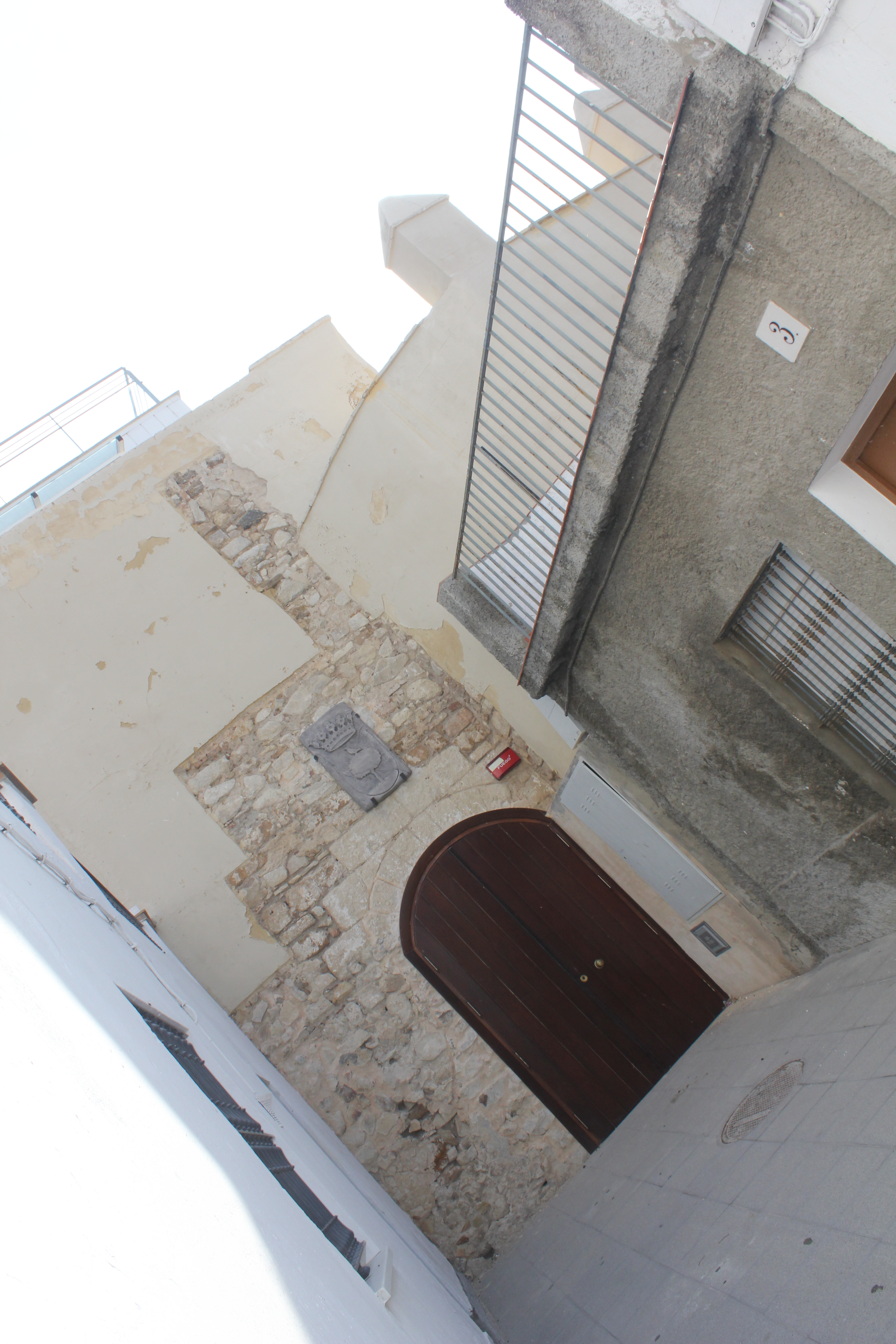
Castillo de Trebujena

La primera cita de Trebujena tras la conquista cristiana corresponde a la “Crónica General” del rey Fernando III de 1250, donde se contaba que tras la conquista de Sevilla, el rey había ganado una serie de poblaciones por pactos de sometimiento, entre las que se encontraba Trebujena. En 1297, la villa de Trebujena fue donada a Guzmán el Bueno por Fernando IV como parte del Señorío de Sanlúcar, pasando de esta manera a la Casa de Medina Sidonia.

### Edad Moderna
En 1494, Trebujena se constituyó en municipio independiente de Sanlúcar de Barrameda, mediante carta-puebla otorgada por el III duque de Medina Sidonia el 21 de abril.

### SigloXX
Durante la primera parte del siglo XX, existió una importante implantación antimonárquica. En este sentido, los republicanos ganaron todos los puestos de las elecciones municipales de 12 de abril que dieron lugar a la proclamación de la Segunda República. En el comienzo de la guerra civil española, la represión de las tropas franquistas fue importante, contabilizándose según alguna fuente 140 muertos y 90 según otras de un total aproximado de unas 4000 personas. Durante los años sesenta se produjo un fuerte proceso emigratorio hacia los cinturones industriales de Madrid y Barcelona en España y hacia Alemania, Holanda, Bélgica y Suiza, en Europa.

## Demografía
Trebujena cuenta con una población de 7015 habitantes (INE 2024).
| Gráfica de evolución demográfica de Trebujena entre 1842 y 2021                                                                                                 |
| |
| Población de derecho según los censos de población del INE Población de hecho según los censos de población del INEEn este censo se denominaba Trebugena: 1842. |

## Economía

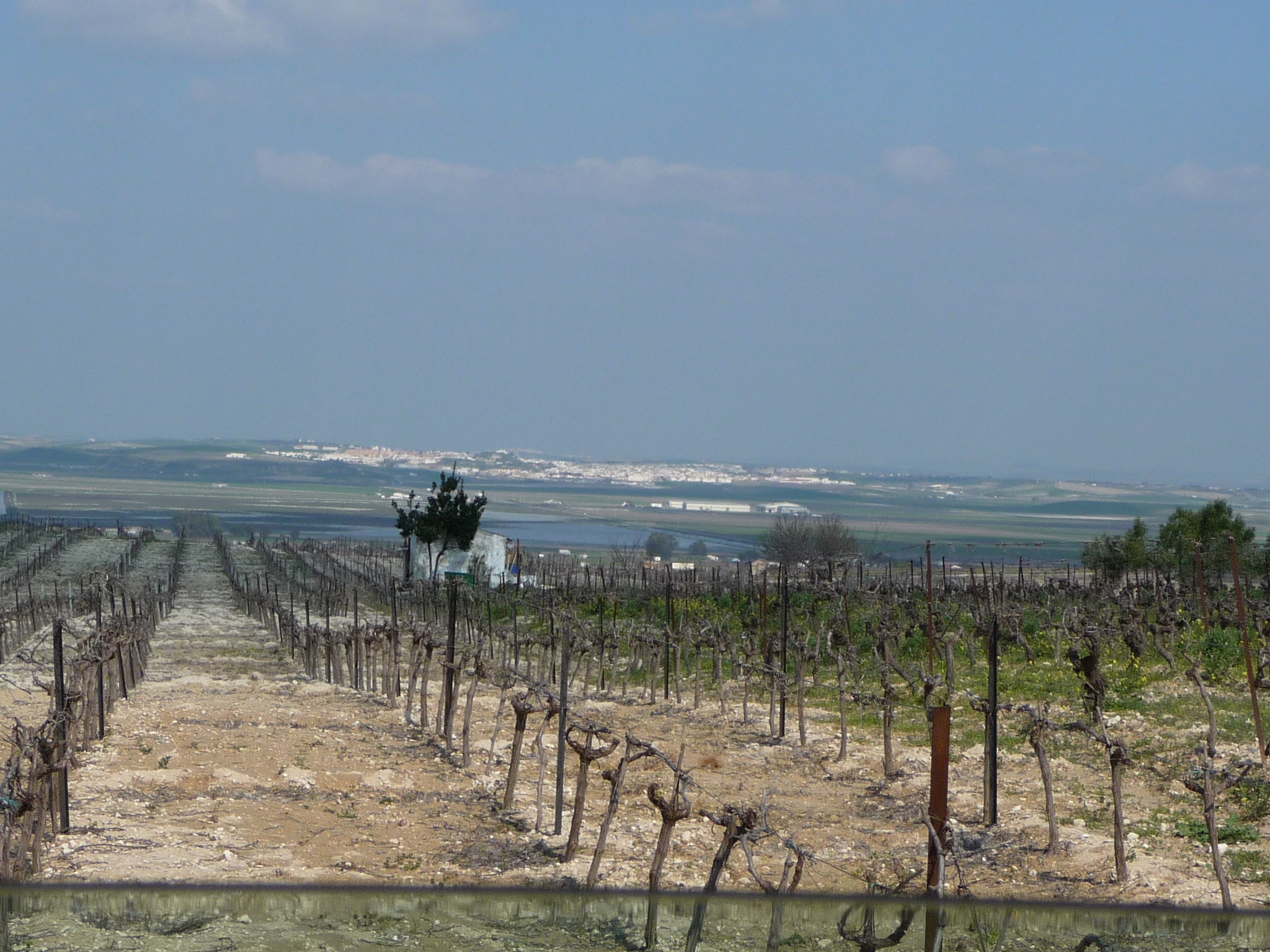
Viñas de Trebujena y Lebrija al fondo

La economía de Trebujena gira alrededor de la agricultura (destacando el vino), la formación profesional en la rama sanitaria y gastronómica, el río e incipientes iniciativas turísticas. Destaca igualmente una iniciativa referente internacional de mirmecología.

### Agricultura, viña, vinos, mostos y tabancos
Trebujena es un pueblo que históricamente dentro del sector agrario, ha estado muy ligado a la viña y los vinos desde tiempos de los fenicios, destacando con diferencia sobre otros cultivos como los cereales, la remolacha, el olivo, etc. Pertenece a la zona de producción y desde octubre de 2022de crianza y embotellado del Consejo Regulador Denominación de Origen Jerez-Xérès-Sherry. Tras unos años en que la viticultura ha ido en retroceso debido a la fuerte bajada de los precios de la uva, recientemente se ve el resurgir de viñas, así como los Tabancos o Tascas, que son bodegas donde particulares elaboran y venden sus propios vinos del año, el llamado "mosto". Algunas incluso incorporan atractivos turísticos como cante flamenco, el guitarrista Gerardo Núñez.
En los últimos años se han desarrollado vinos "de pago" con uva y envejecimiento en la zona.

### Sanidad y la escuela de Formación Profesional de la Cruz Roja
Es el sector de la Sanidad Pública, donde trabajan actualmente la mayoría de los trebujeneros/as, gracias a la creación de la Escuela de Formación Profesional Cruz Roja en 1.983. Este proyecto fue puesto en marcha por un grupo de personas pertenecientes a la Asamblea Local de la Cruz Roja con Don José Cabrera Cabrera como presidente de la misma. Gracias a este proyecto, en noviembre de 1983 se comienza el primer curso de Auxiliares de Clínica, con 56 alumnas, todas procedentes de Trebujena, con una media de edad de 22 años que hasta la fecha tenían como su única salida el servicio doméstico. Este curso se comenzó a impartir en un aula anexa al puesto de socorro, construida con la colaboración del pueblo, el cual aportó hasta los materiales. Gracias a este proyecto en la actualidad el sector de la sanidad puede considerarse como la primera fuente de empleos en la economía de Trebujena.

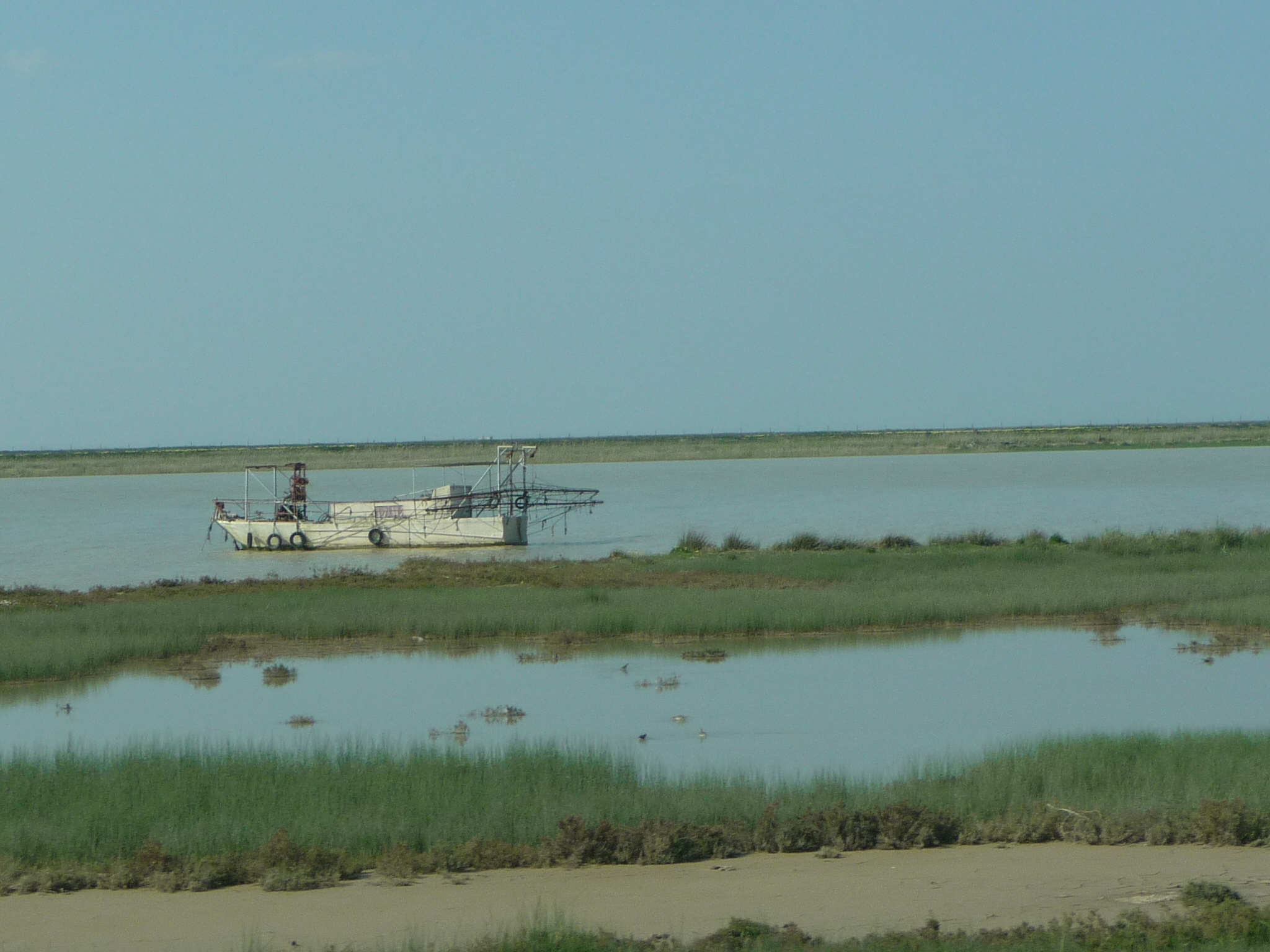
Barcos en el Bajo Guadalquivir

### El río, la angula, la piscifactoría
El río ha sido un recurso generador de riqueza en la localidad desde tiempos inmemoriales.
En la primavera de 2009 se conoce la intención de la Junta de Andalucía de prohibir la pesca de las angulas en toda la desembocadura del Guadalquivir durante 10 años, por lo que el sector de la pesca relacionado con la pesca de la angula queda en suspenso.
En 2018 se organizan actividades gastronómicas en los esteros de la localidad mientras en 2020 se recuperan las marismas de la localidad.

### El campo de golf y complejo residencial de las marismas

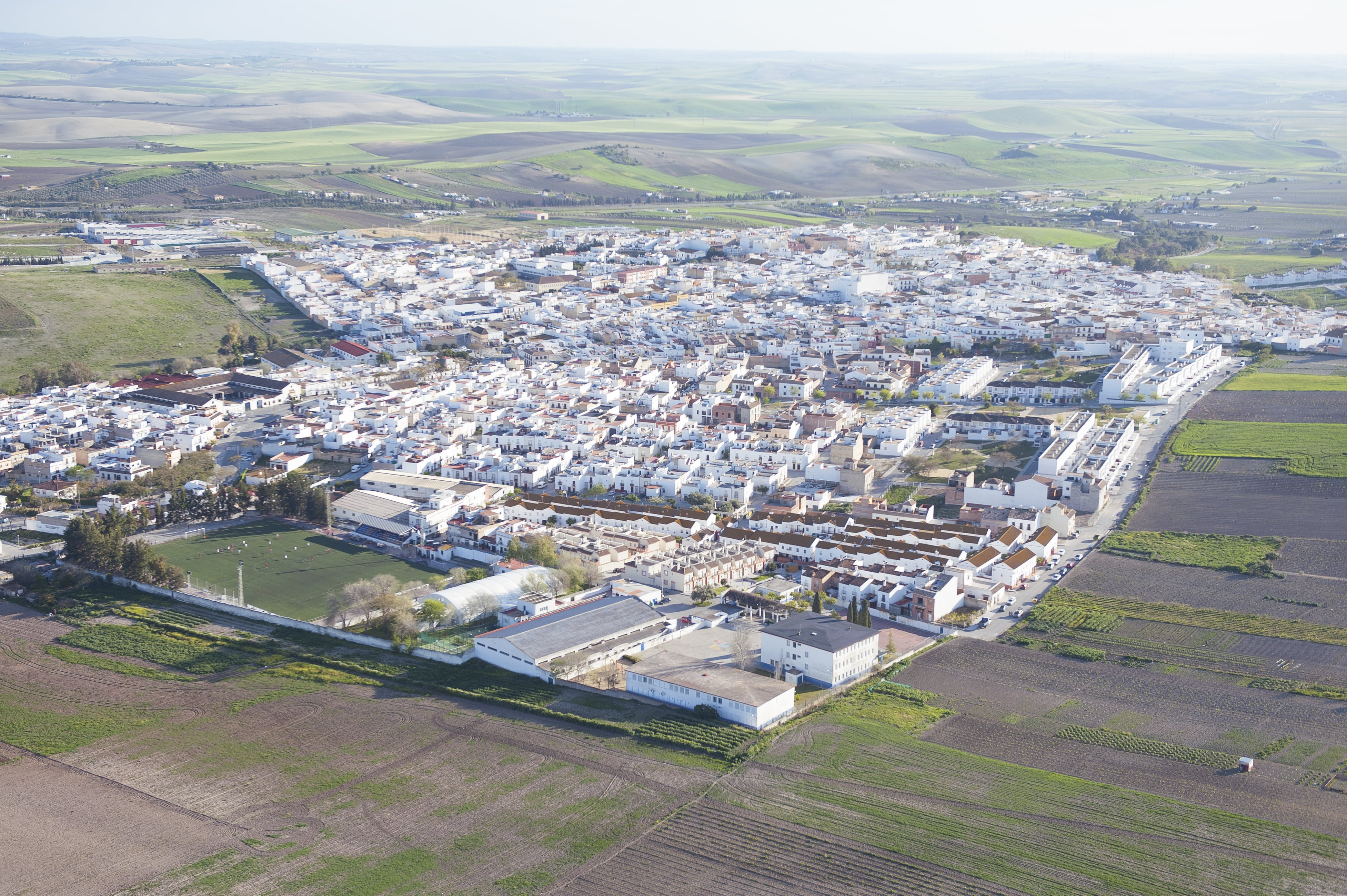
Vista

El campo de golf y su complejo residencial era un proyecto que desde el punto de vista económico iba a revolucionar Trebujena. El promotor del proyecto era el empresario de belga Bernard Devos y el Ayuntamiento de Trebujena. El proyecto inicial comprendía la recalificación de 232 hectáreas, que triplicaba la actual superficie urbana del pueblo. En un principio preveía la construcción de 750 viviendas, hoteles y un campo de golf cerca del parque Nacional de Doñana y tras la tramitación, quedó en un campo de golf de 60 hectáreas, 400 habitaciones hoteleras de cinco estrellas distribuidas en varios edificios y un centro hípico. La tramitación del proyecto comenzó sobre el año 2004 y quedó en la incertidumbre en mayo de 2007 cuando no se aprobó la construcción de las viviendas, y más tarde por el estallido de la Burbuja inmobiliaria en España. 
En julio de 2019 salta la noticia que el complejo residencial de la marisma se activa de nuevo, gracias a la intervención en unas jornadas en el parlamento de Juan Clavero de Ecologistas en acción.
En mayo de 2023 salta la polémica de que Izquierda Unida y la Junta de Andalucía en tiempos de PSOE tenían un proyecto de construir un campo de golf y una urbanización en las marismas. Polémica que sacan para contrarrestar la polémica del proyecto de la Junta de Andalucía de JuanMa Moreno para legalizar el regadío en Doñana en plena sequía y con las marismas de Doñana sin agua. Durante las intervenciones del alcalde de Trebujena se deja claro que aunque en otro tiempo se había apoyado el proyecto, la postura del ayuntamiento actual es totalmente en contra del proyecto porque no se adecúa a los tiempos que vivimos y no tiene en cuenta la sequía y el despilfarro del agua que supondría un campo de golf en la marisma. Finalmente la Confederación Hidrográfica del Guadalquivir y el Ministerio de Medio Ambiente paralizaron el proyecto porque no cuenta con partida de agua y la zona donde se pretende construir son terrenos inundables de marismas.

## Entorno natural
- Marismas.

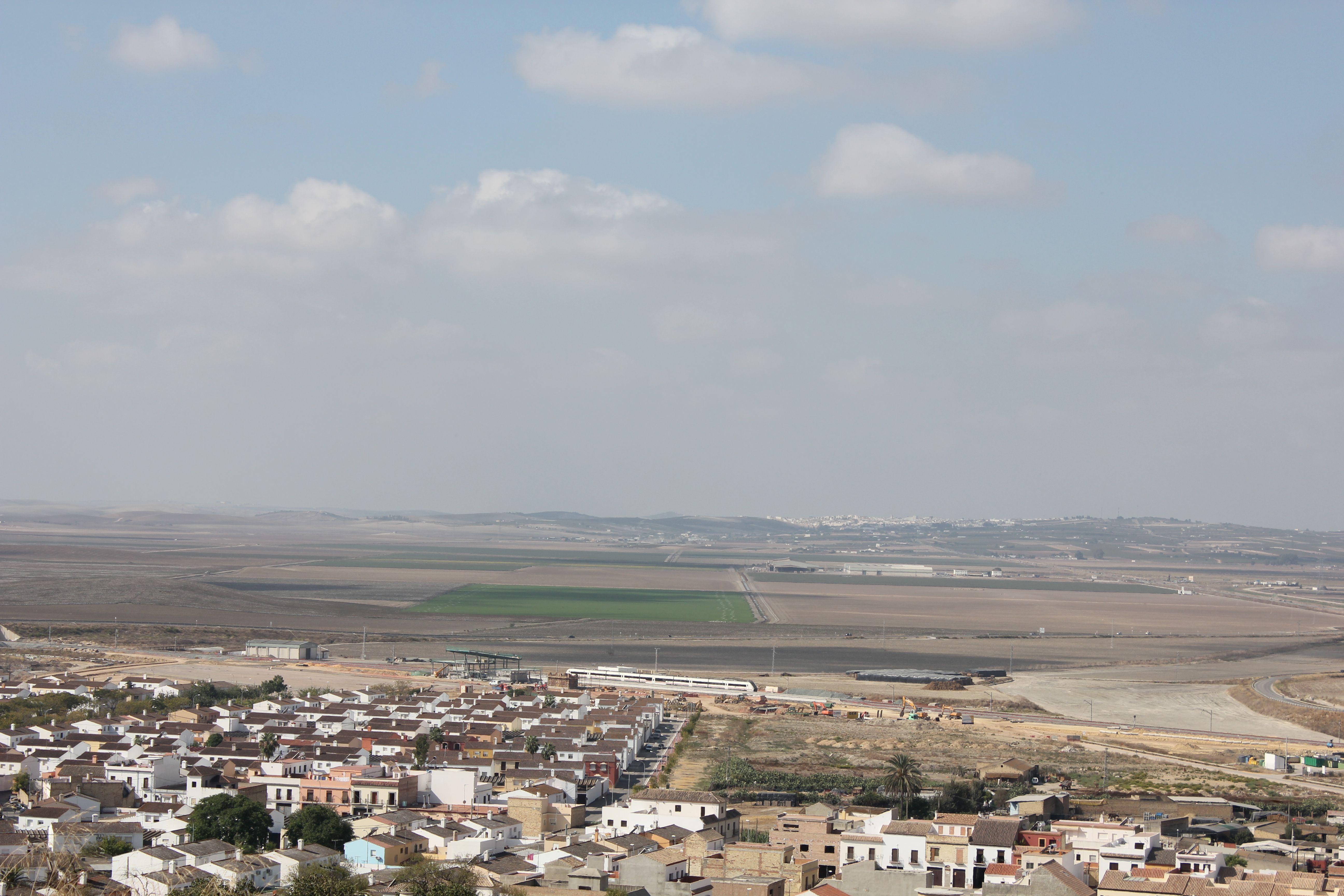
Trebujena desde Lebrija

Trebujena se encuentra en una localización natural de marismas única, pero poco conocidas debido a la cercanía de Doñana (se encuentra en el "Entorno de Doñana), pero es un sitio de referencia para personas aficionadas a las observación de aves, llegando gente desde distintos puntos de Europa para observar a las aves que pasan el invierno en el entorno de Doñana. La observación de aves en las marismas de Trebujena puede hacerse desde la carretera del río y porque la zona es de libre acceso y con menos restricciones que desde el parque natural.
En 2018 la Asociación de Empresas Turísticas de Cádiz (AETC) lanza una campaña para promocionar la "Doñana gaditana". Destacan como potencial ecoturístico.  De todas formas la denominación de "Doñana gaditana" es un término reciente, con poca aceptación y que hace referencia a la proximidad con el parque nacional de Doñana, pero en realidad esta zona se conoce como las marismas de Alventus o marimas del Cortijo de Alventu. Cortijo cuenta con su historia particular y así aparece  referenciado en los distintos archivos de la provincia. No hay necesidad de hablar de Doñana Gaditana cuando ya estas marismas tienen su nombre en la historia y hay registros que así lo atestiguan. 
En los últimos años hay una apuesta firme por incluir a las marismas de Alventus en el entorno de Doñana, ya que las marismas son parte del antiguo lago "Lacus Ligustinus" que existía en tiempos antiguos cuando toda la zona de marismas era un enorme lago y tienen el mismo origen que las marismas de Doñana pero con la diferencia que las marismas de Alventus están roturadas y con canales para que el agua salga y la tierra se pueda cultivar. La proximidad de esta marisma con la desembocadura, la falta de agua para el riego y la alta salinidad han dejado a las marismas sin cultivo de regadío como en el resto de marismas del Bajo Guadalquivir, y durante siglos se han usado como explotación ganadera, de ganado bravo de lidia y vacas de estero. Las marismas en Trebujena solo permanecen inundada durante la época de lluvias, siendo cada vez más difícil por los periodos largos de sequía pero al ser una zona baja de evacuación de las aguas en cuanto caen unas gotas se llenan de agua.
En 2023 se empezó con un proyecto de la Junta de Andalucía y el ayuntamiento de Trebujena para hacer lagunas artificiales en la marisma, con la idea de que sean zonas que permanezcan inundadas y favorezcan el turismo en la zona.
- Viñedos.

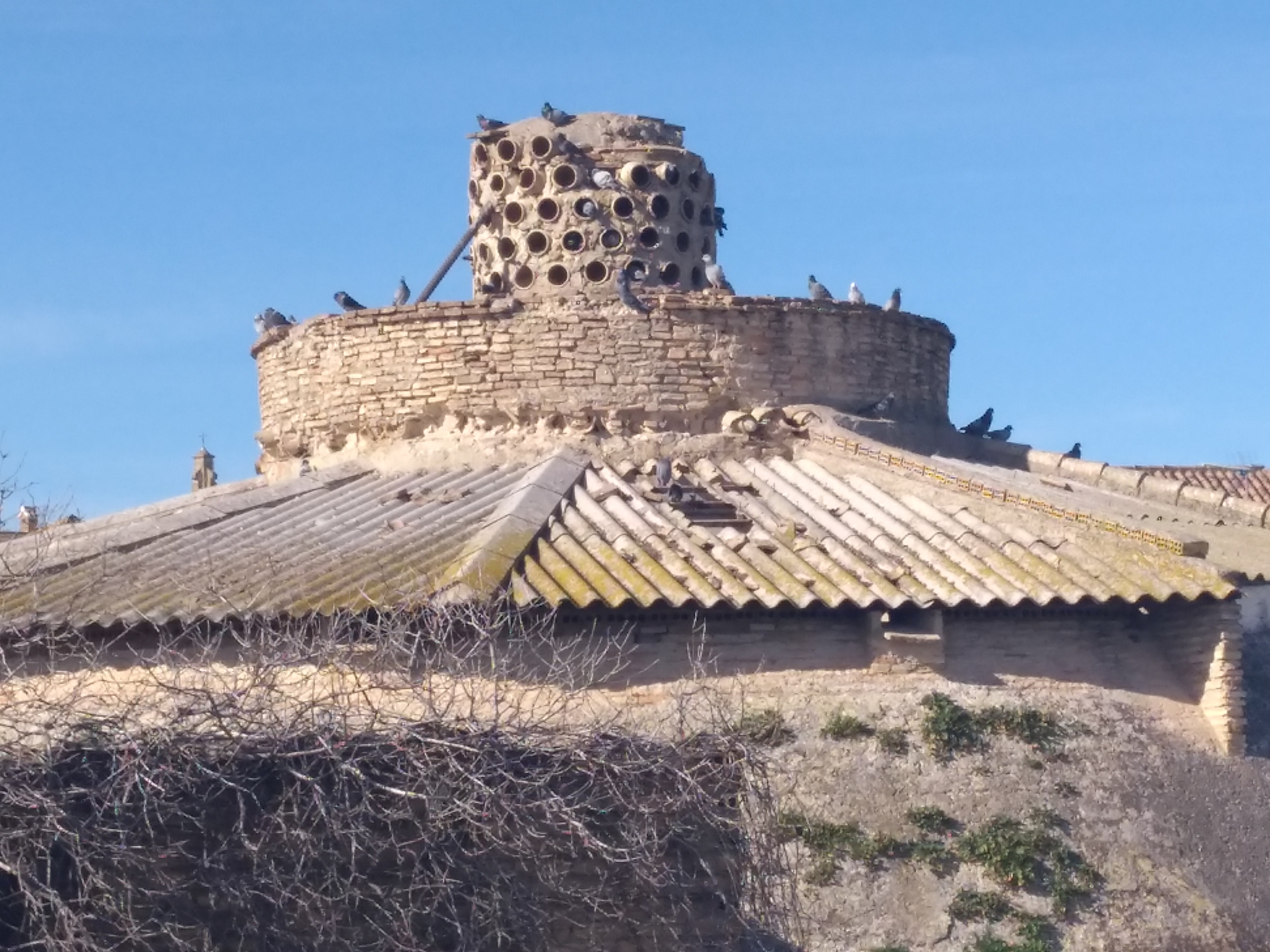
Palomar en Trebujena, Cádiz

Entorno natural de muchas especies de animales y plantas que conviven con el cultivo tradicional de la vid. Viña que se cuidan con métodos tradicionales que se pierden en el tiempo, como el de la poda denominada vara y pulgar. Entre otras especies destaca una población de las más importantes de la provincia del pájaro alzacola que ha encontrado entre los liños de las viñas su casa. También hay distintos reptiles, pero que en los últimas décadas son difíciles de ver por el aumento de los atropellos por el asfaltado de los caminos y el aumento del tráfico rodado. 
El uso de herbicidas ha mermado mucho la diversidad de las especies en el campo porque al no haber hierba se pierde la base para el resto de ecosistemas. Por ejemplo, abejas se alimentan de las flores y las aves hacen sus nidos de hierba. La falta de hierba por el uso de herbicidas y la sequía ha aumentado el problema con los conejos que se comen las bases de las cepas más jóvenes y otros cultivos de la huerta porque no tienen otra forma de alimentarse. 
- El río Guadalquivir y la pesca.
- La marisma, marisma, salinas[27] y la ganadería.
- Pequeñas huertas particulares, que se suelen conocer el pueblo como "la manchita".
- Lomas y caminos locales que conectan los distinos pagos y tierras del pueblo.
- Distintos puntos elevados que no son miradores oficiales pero donde se pierde la vista, como el mirador del molino (punto más alto del entorno), el camino de las haciendas, una de las zonas desde donde se ve mejor la puesta de sol, el pantanal del río.

## Conexiones
Trebujena tiene conexiones por carretera con los municipios vecinos de Jerez de la Frontera, Sanlúcar de Barrameda y Lebrija. Con Jerez de la Frontera tiene conexión por la carretera autonómica A-2000. Esta es la vía principal con destino a Cádiz. 
Hacia Lebrija por la A-471. En Lebrija está la estación de trenes más cercana al pueblo. Esta es la principal vía de conexión hacia la provincia de Sevilla y Málaga.
Hacia Sanlúcar de Barrameda y los pueblos de la costa noroeste de la provincia de Cádiz, por la A-471 que comunica con Sanlúcar de Barrameda y Chipiona. 
| Nombre | Descripción de la carretera | Lugares a los que va                                                                                                |
| --- | --- | --- |
| A-2000 Carretera autonómica Trebujena-Jerez de la Frontera | De Trebujena a Jerez pasando por Mesas de Asta                                                                                         | Mesas de Asta, Jerez de la Frontera, Aeropuerto de Jerez El Puerto de Santa María, Puerto Real, San Fernando, Cádiz |
| A-471 Carretera autonómica Trebujena-Lebrija | Conecta con el pueblo de Lebrija. Es la ruta más cercana a la estación de Renfe de Lebrija. Conecta con la Nacional IV destino Sevilla | Lebrija, estación de tren de Lebrija, Nacional IV                                                                   |
| A-471 Carretera autonómica Trebujena - Sanlúcar de Barrameda - Chipiona | Conexión con los pueblos de la Costa Noroeste de la provincia de Cádiz                                                                 | Sanlúcar de Barrameda, Chipiona, Rota                                                                               |
| Trebujena-Guadalquivir Carretera vecinal de Trebujena al Río Guadalquivir,(Con conexión a La Algaida, La Colonia, Sanlúcar de Barrameda por la carretera secundaria (CA-9027)) | Conexión con las marismas de Trebujena y el río Guadalquivir y con la carretera secundaria CA-9027                                     | La Algaida, La Colonia, Sanlúcar de Barrameda                                                                       |

## Política
| Periodo   | Nombre                                                                        | Partido  |
| --------- | ----------------------------------------------------------------------------- | -------- |
| 1979-1983 | Juan Antonio Oliveros Riverola                                                | PCE-A    |
| 1983-1987 | Juan Antonio Oliveros Riverola                                                | PCE-A    |
| 1987-1991 | Antonio Cabral Fernández                                                      | PSOE-A   |
| 1991-1995 | Juan Antonio Oliveros Riverola (1991-1994) Manuel Cárdenas Moreno (1994-1995) | IU-LV-CA |
| 1995-1999 | Manuel Cárdenas Moreno                                                        | IU-LV-CA |
| 1999-2003 | Manuel Cárdenas Moreno                                                        | IU-LV-CA |
| 2003-2007 | Manuel Cárdenas Moreno                                                        | IU-LV-CA |
| 2007-2011 | Manuel Cárdenas Moreno                                                        | IU-LV-CA |
| 2011-2015 | Manuel Cárdenas Moreno (2011-2012) Jorge David Rodríguez Pérez (2012-2015)    | IU-LV-CA |
| 2015-2019 | Jorge David Rodríguez Pérez (2015-2019)                                       | IU-LV-CA |
| 2019-2023 | Jorge David Rodríguez Pérez (2019-2022) Ramón Galán Oliveros (2022-)          | IU-LV-CA |
| 2023-act. | Ramón Galán Oliveros                                                          | IU-LV-CA |

### Evolución de la deuda viva municipal
| Gráfica de evolución de Deuda viva del Ayuntamiento de Trebujena entre 2008 y 2019                                |
| |
| Deuda viva del Ayuntamiento de Trebujena en miles de Euros según datos del Ministerio de Hacienda y Ad. Públicas. |

## Cultura
Cuenta con una banda de música de más de 150 años de historia, la Asociación Filarmónica Nuestra Señora de Palomares.

### Patrimonio monumental
- Sitio Arqueológico de Trebujena[30]

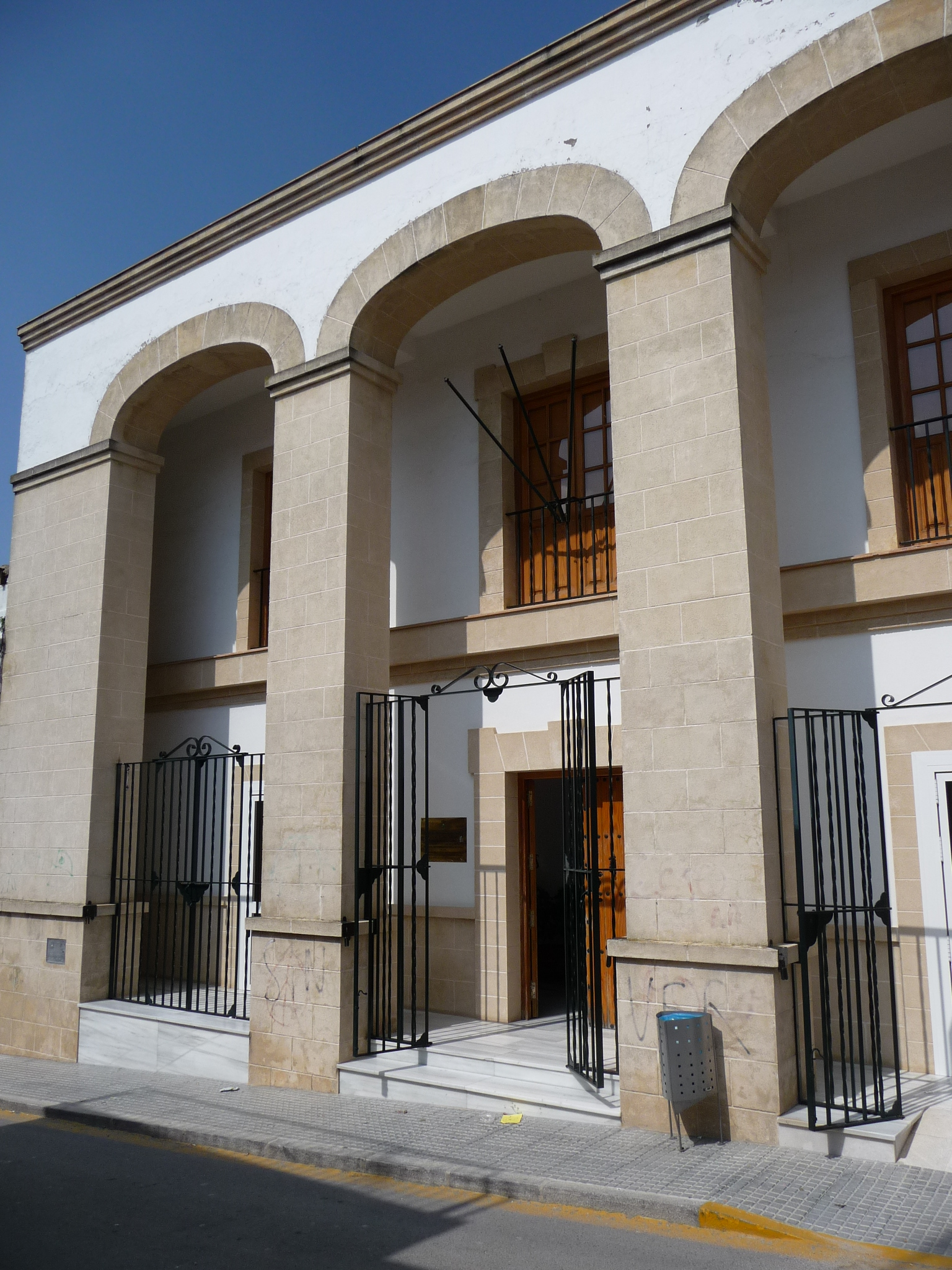
Biblioteca y radio municipal

- Santuario Diocesano de Nuestra Señora de Palomares.
- Castillo de Trebujena.
- Parroquia de la Purísima Concepción.
- Cortijo de Alventu
- Molino de viento
- Las Haciendas.
- Bodega de Penita Negra. Demolida en enero de 2011.[31]
- El Palomar de Palomares.
- Molino de aceite de Palomares.
- Cementerio de Trebujena, enterramientos autóctonos abovedados[32]

### Fiestas
- Carnaval

En febrero, lugareños y foráneos festejan con gran jolgorio el carnaval. El domingo de Carnaval tiene lugar una espectacular cabalgata en la que participa todo el pueblo.
El carnaval de Trebujena fue el único junto con el de Bornos que no pudo ser parado por la guerra civil.
- Semana Santa

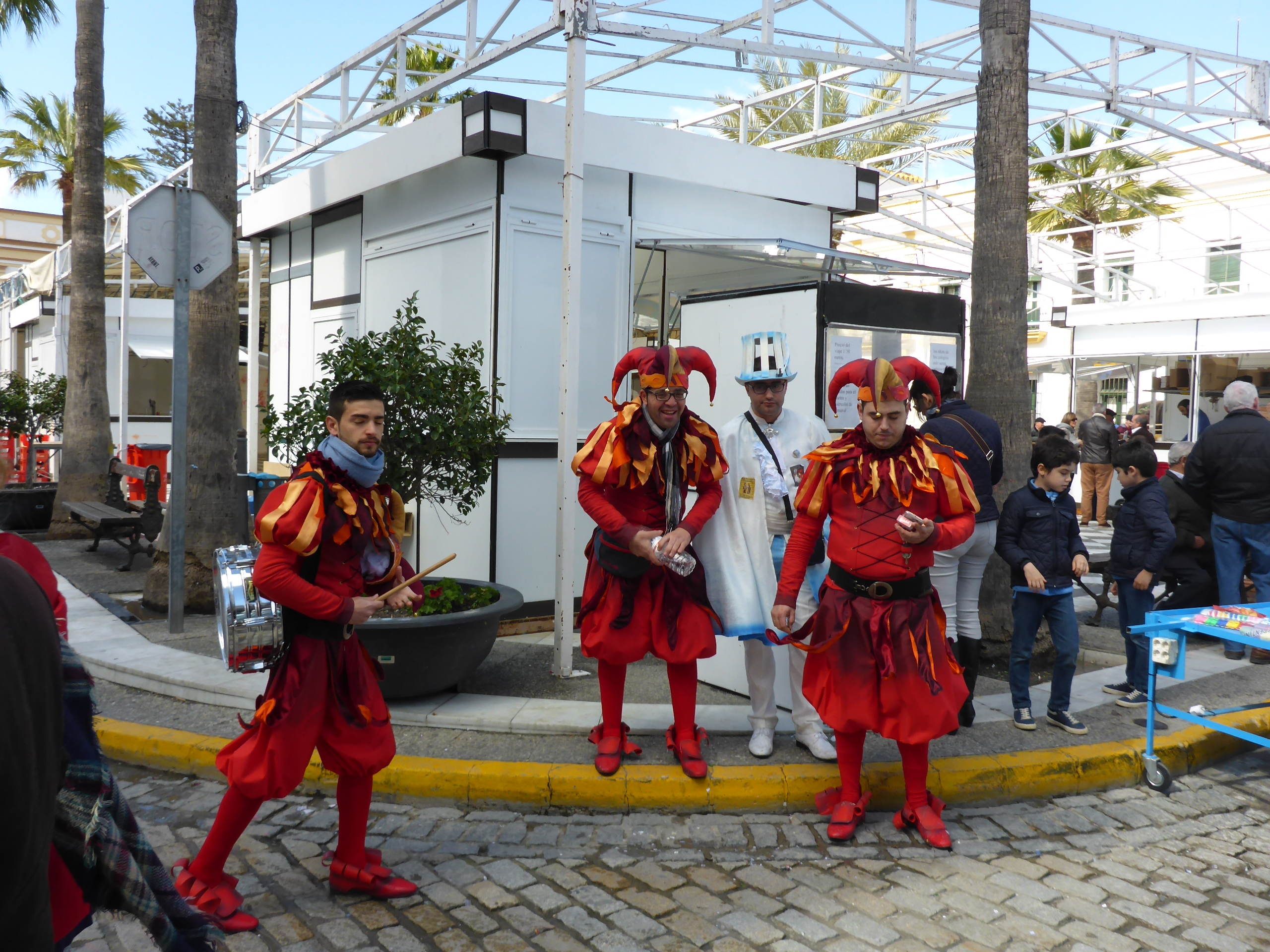
Carnaval

Existen tres hermandades de penitencia y dos asociaciones parroquiales en la localidad:
- Asociación de Nuestro Padre Jesús de la Paz en su entrada Triunfal en Jerusalén. Domingo de Ramos en horario de mañana.
- Asociación parroquial de Nuestro Padre Jesús de la Salud atado a la columna, María Santísima de la Amargura y Sor Ángela de la Cruz. Realiza estación de penitencia los martes Santos.
- Hermandad de Nazarenos de Nuestro Padre Jesús Nazareno, María Santísima de los Dolores. Realiza estación de penitencia los miércoles Santos.
- Hermandad Sacramental del Santísimo Cristo de la Misericordia y María Santísima del Desconsuelo. Realiza estación de penitencia los jueves Santos.
- Hermandad del Santo Sepulcro, Quinta Angustia y Santo Entierro de Nuestro Señor Jesucristo y María Santísima de la Soledad. El paso del Santo Cristo realiza traslado procesional los viernes Santos tras los cultos, y recorre el mismo recorrido que los féretros de los vecinos del pueblo, es decir, desde la parroquia hasta el santuario diocesano de Nuestra Señora de Palomares. El palio de María Santísima de la Soledad realiza estación de penitencia las tardes-noches del Viernes Santo. Siendo la procesión más multitudinaria respecto a fieles y hermanos de toda la Semana Santa.
- Día de Trebujena y TrebuFestival

En el día de Trebujena se conmemora la fundación del pueblo. Se celebra el día 21 de abril que es la fecha en la cual se firmó la carta de fundación del pueblo, o Carta Puebla en 1494. 
El Trebufestival es un festival de música callejera que comenzó su andadura el 20 de abril de 2008. Se suele celebrar en el fin de semana cercano al día de Trebujena y en el caso de que coincida con la Semana Santa se pasa a principios de mayo. Además de las actuaciones musicales, hay concursos de pintura al aire libre, mercados de segunda mano, de artesanía y de productos ecológicos, malabares,.
- Verbena de San Juan

Todas las noches del 23 de junio a las 12 de la noche (madrugada del 23 al 24 de junio) se procede a la quema de los Juanillos, muñecos de trapo fabricados artesanalmente. Esta quema va acompañada de una función de fuegos artificiales y de un ambiente festivo.
- Fiestas patronales- Feria de Agosto.

Fiestas que se inician en agosto de 1756 y en la que los trebujeneros rinden culto y pleitesía a su Patrona, la Stma. Virgen de Palomares Coronada, que cada 14 de agosto procesiona por las calles de la localidad en loor de multitudes y que año tras año atrae a un mayor número de devotos y forasteros. Además las fiestas de agosto convocan a los trebujeneros de la "diáspora"; el último día de la feria se celebra el Concurso del Racimo, imponiéndose el "Racimo de oro", galardón más importante en el pueblo que se concede cada año a una destacada personalidad para pueblo o del mundo de las letras, del arte, de la viticultura, el teatro, la música, la historia, etc.
- Concurso de Cocina y Mosto

El primer fin de semana de diciembre se celebra este concurso-fiesta conocida popularmente como el guiso de los garbanzos. Es un evento con cada vez mayor aceptación, usándose garbanzos en lugar de conejo.
- Garbanzo Rock

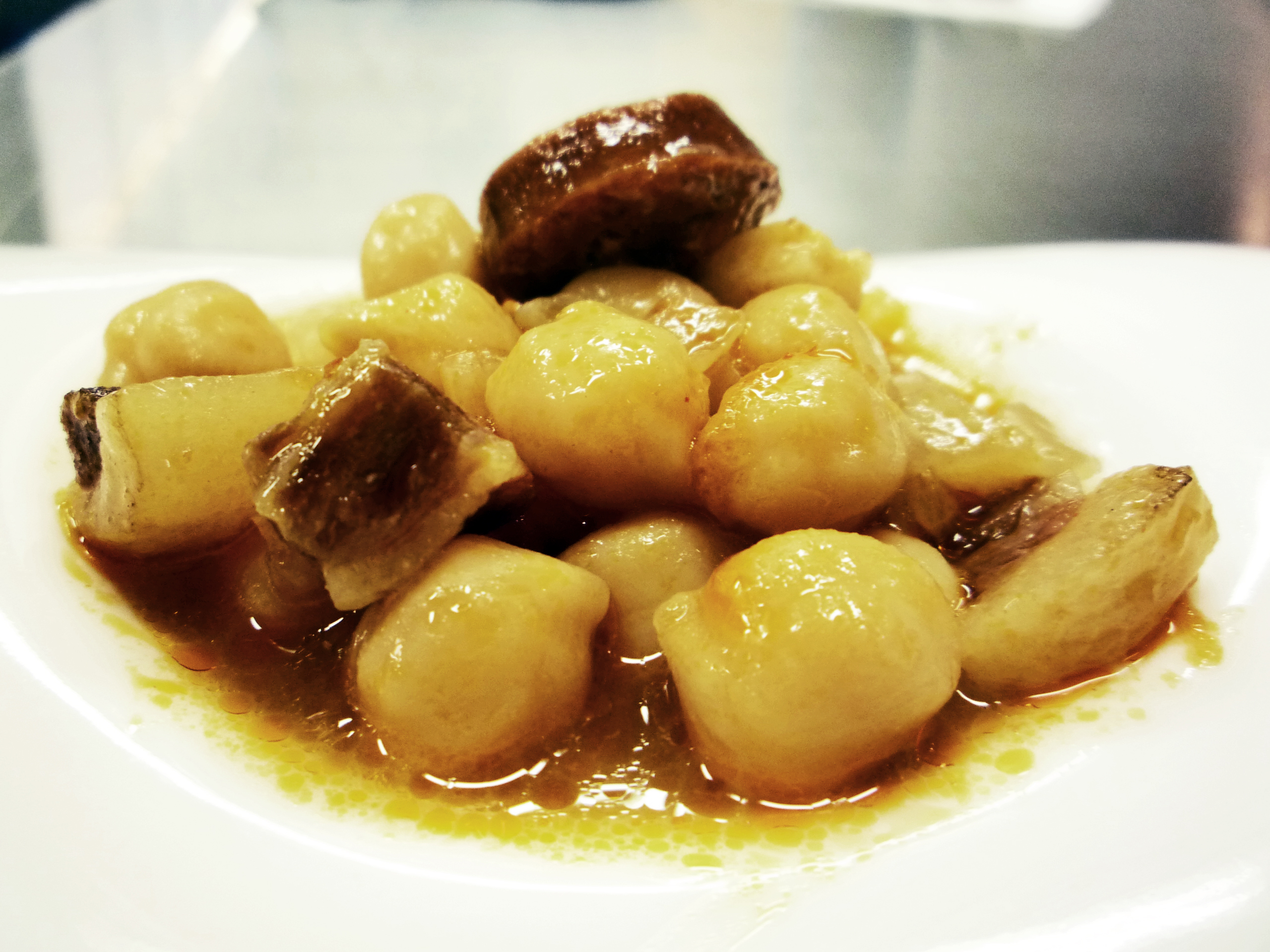
Garbanzos como conejo

Concierto de Punk-Rock que se celebra tradicionalmente el sábado anterior al Concurso de Cocina y Mosto, conocido como el Guiso de los Garbanzos. Reúne a la juventud de los distintos pueblos cercanos en un concierto donde actúan varios grupos hasta altas horas de la madrugada. Muchos grupos suelen venir de las poblaciones cercanas, como teloneros del grupo cabeza de cartel.

### Gastronomía
En su gastronomía tradicional destacan platos con conejo, albur o anguila.

### Cine
En 1987 las marismas de Trebujena fueron el escenario elegido por Steven Spielberg para rodar El imperio del sol, lo que sirvió para ayudar significativamente a la economía local.
La película se rodó en los Elstree Studios de Inglaterra y las localizaciones se llevaron a cabo en Shanghái y España. Spielberg escogió la localidad gaditana de Trebujena para reproducir el campo de internamiento japonés del río Wusong. Allí en la finca 'Alventus', en las Marismas del Guadalquivir, el director estadounidense levantó una estación de tren, un aeropuerto, un estadio olímpico y un campo de concentración japonés, con su hospital.

### Literatura
Un ejemplo del repertorio poético popular andaluz que habla de Trebujena es:
Para alcarrazas Chiclana,

para trigo Trebujena

y para niñas bonitas,

Sanlúcar de Barrameda
(Copla popular recogida por Julio Verne en su obra Hector Servadac).